# Junior Ah You
(en) Statistiques sur statscrew
Miki Ah You junior, mieux connu sous le nom de Junior Ah You (né le 30 décembre 1948) est un joueur américain de football canadien et de football américain.

## Carrière
Né dans les Samoa américaines, Junior Ah You arrive à Hawaï avec sa famille à un jeune âge. Il fréquente la Kahuku High School à Laie, sur l'île d'Oahu, où il se distingue en football américain, en athlétisme, en basketball et en volleyball. De 1969 à 1971, il joue au football au niveau universitaire avec les Sun Devils d'Arizona State à la position d'ailier défensif, et est choisi sur l'équipe d'étoiles de la Western Athletic Conference les trois années. Il est nommé meilleur joueur défensif du Peach Bowl en 1970 et du Fiesta Bowl en 1971. Il a été repêché en 1972 par les Patriots de la Nouvelle-Angleterre, mais ceux-ci voulaient le convertir en secondeur, alors qu'il tenait à conserver sa position d'ailier défensif. Il a donc préféré l'offre des Alouettes de Montréal de la Ligue canadienne de football.
Avec les Alouettes, il s'impose rapidement comme un pilier de la ligne défensive. Au cours de ses dix saisons avec le club, il est choisi cinq fois sur l'équipe d'étoiles de la Division est, et trois fois sur l'équipe de la ligue. En 1974 il remporte sa première coupe Grey avec les Alouettes et il est choisi meilleur joueur défensif de la rencontre. Il remporte aussi la coupe Grey de 1977; il a participé en tout à cinq finales.
Juste avant le début de la saison 1982, les Alouettes font faillite, et Ah You, à qui l'équipe doit des sommes importantes, décide de prendre sa retraite. Il retourne alors chez-lui, à Hawaï. Cependant, le légendaire entraîneur américain George Allen, qui avait brièvement été président des Alouettes au début de 1982, convainc Ah You de revenir au jeu avec le Blitz de Chicago,  de la United States Football League, avec lesquels il passe la saison 1983. L'année suivante, il s'aligne pour les Breakers de La Nouvelle-Orléans, puis en 1985 avec les Outlaws de l'Arizona, toujours dans la USFL. Il annonce cependant sa retraite en avril 1985, au milieu de la saison,.

## En dehors du sport
Junior Ah You est de religion mormone. Il est un expert de la danse samoane de couteau de feu ou siva afi, dans laquelle il aurait pu faire carrière,. De retour à Hawaï, il a tenté une carrière politique à Honolulu, et par la suite s'est fortement impliqué dans Envision Laie, La'ie Community Association et Hawaii Reserves, Inc., des organismes reliés à l'église mormone et a été accusé d'avoir usé de violence en 2011 à l'encontre d'un opposant aux projets de développement de l'église. Il est aussi propriétaire d'un restaurant à Laie.

## Trophées et honneurs
- Équipe d'étoiles de la division Est : 1974, 1975, 1976, 1979, 1980[4]
- Équipe d'étoiles de la Ligue canadienne de football : 1976, 1979, 1980
- Trophée Schenley du meilleur joueur défensif :
- Meilleur joueur défensif du match de la coupe Grey : 1974
- Intronisé au Temple de la renommée du football canadien en 1997.